# Arquidiócesis de Garua
La arquidiócesis de Garua (en latín: Archidioecesis Garuensis y en francés: Archidiocèse de Garoua) es una circunscripción eclesiástica de la Iglesia católica en Camerún. Se trata de una arquidiócesis latina, sede metropolitana de la provincia eclesiástica de Garua. Desde el 22 de octubre de 2016 su arzobispo es Faustin Ambassa Ndjodo, de la Congregación del Inmaculado Corazón de María.

## Territorio y organización
La arquidiócesis tiene 65 234 km² y extiende su jurisdicción sobre los fieles católicos de rito latino residentes en la región del Norte.
La sede de la arquidiócesis se encuentra en la ciudad de Garua, en donde se halla la Catedral de Santa Teresa.
La arquidiócesis tiene como sufragáneas a las diócesis de: Maroua-Mokolo, Ngaoundéré y Yagoua.
En 2021 en la arquidiócesis existían 31 parroquias.

## Historia
La prefectura apostólica de Garua fue erigida el 9 de enero de 1947 con la bula Quo faciliori del papa Pío XII, obteniendo el territorio del entonces vicariato apostólico de Foumban.
El 17 de mayo de 1951 cedió una parte de su territorio para la erección de la entonces prefectura apostólica de Moundou, mediante la bula Christianae fidei del papa Pío XII.
El 24 de marzo de 1953 la prefectura apostólica fue elevada a vicariato apostólico con la bula Cum Christi del papa Pío XII.
El 14 de septiembre de 1955 el vicariato apostólico fue elevado a diócesis con la bula Dum tantis por el papa Pío XII. Originalmente era sufragánea de la arquidiócesis de Yaundé.
El 19 de diciembre de 1956 cedió una parte de su territorio para la erección de la entonces prefectura apostólica de Pala, mediante la bula Qui Christo iubente del papa Pío XII.
El 11 de marzo de 1968 cedió más porciones de su territorio para la erección por el papa Pablo VI de las entonces prefecturas apostólicas de Maroua-Mokolo (mediante la bula Quamquam Ecclesiarum) y Yagoua (mediante la bula Firma spe).
El 18 de marzo de 1982 fue nuevamente elevada al rango de arquidiócesis metropolitana con la bula Eo magis catholica del papa Juan Pablo II.
El 19 de noviembre de 1982 cedió una parte de su territorio para la erección de la diócesis de Ngaoundéré mediante la bula Qui in beatissimi del papa Juan Pablo II.

## Estadísticas
Según el Anuario Pontificio 2022 la arquidiócesis tenía a fines de 2021 un total de 169 600 fieles bautizados.
| Año                                                                             | Población            | Población | Población      | Sacerdotes | Sacerdotes    | Sacerdotes    | Bautizados por sacerdote | Diáconos permanentes | Religiosos | Religiosos | Parroquias |
| Año                                                                             | Bautizados católicos | Total     | % de católicos | Total      | Clero secular | Clero regular | Bautizados por sacerdote | Diáconos permanentes | Varones    | Mujeres    | Parroquias |
| ------------------------------------------------------------------------------- | -------------------- | --------- | -------------- | ---------- | ------------- | ------------- | ------------------------ | -------------------- | ---------- | ---------- | ---------- |
| 1950                                                                            | 1 500                | 1 200 000 | 0.1            | 27         |               | 27            | 55                       |                      |            | 8          | 10         |
| 1970                                                                            | 14 395               | 551 431   | 2.6            | 51         | 5             | 46            | 282                      |                      | 53         | 41         |            |
| 1980                                                                            | 38 238               | 858 000   | 4.5            | 66         | 3             | 63            | 579                      | 1                    | 70         | 73         | 32         |
| 1990                                                                            | 56 267               | 630 000   | 8.9            | 56         | 11            | 45            | 1004                     |                      | 50         | 56         | 19         |
| 1999                                                                            | 77 652               | 1 100 000 | 7.1            | 54         | 18            | 36            | 1438                     |                      | 42         | 83         | 21         |
| 2000                                                                            | 80 805               | 1 100 000 | 7.3            | 54         | 18            | 36            | 1496                     |                      | 41         | 85         | 21         |
| 2001                                                                            | 89 287               | 1 100 000 | 8.1            | 55         | 20            | 35            | 1623                     |                      | 39         | 91         | 21         |
| 2002                                                                            | 90 265               | 1 100 000 | 8.2            | 72         | 21            | 51            | 1253                     |                      | 54         | 100        | 21         |
| 2003                                                                            | 93 195               | 1 129 874 | 8.2            | 50         | 21            | 29            | 1863                     |                      | 35         | 101        | 21         |
| 2004                                                                            | 87 884               | 1 122 660 | 7.8            | 50         | 24            | 26            | 1757                     |                      | 36         | 89         | 21         |
| 2006                                                                            | 92 400               | 1 135 072 | 8.1            | 59         | 35            | 24            | 1566                     |                      | 34         | 95         | 22         |
| 2013                                                                            | 136 113              | 1 295 000 | 10.5           | 67         | 51            | 16            | 2031                     |                      | 18         | 95         | 24         |
| 2016                                                                            | 162 972              | 1 787 601 | 9.1            | 74         | 59            | 15            | 2202                     |                      | 20         | 79         | 26         |
| 2019                                                                            | 172 900              | 1 894 680 | 9.1            | 77         | 62            | 15            | 2245                     |                      | 19         | 94         | 30         |
| 2021                                                                            | 169 600              | 1 897 030 | 8.9            | 81         | 58            | 23            | 2093                     |                      | 26         | 86         | 31         |
| Fuente: Catholic-Hierarchy, que a su vez toma los datos del Anuario Pontificio. |                      |           |                |            |               |               |                          |                      |            |            |            |

## Episcopologio
- Yves-Joseph-Marie Plumey, O.M.I. † (25 de marzo de 1947-17 de marzo de 1984 renunció)
- Christian Wiyghan Tumi † (17 de marzo de 1984 por sucesión-31 de agosto de 1991 nombrado arzobispo de Duala)
- Antoine Ntalou (23 de enero de 1992-22 de octubre de 2016 retirado)
- Faustin Ambassa Ndjodo, C.I.C.M., desde el 22 de octubre de 2016